# Darth Maul
Darth Maul é um personagem fictício da franquia Star Wars. Ele é um Zabrak do planeta Dathomir no universo da saga. Os chifres são a marca registrada de todos os Zabraks. Intepretado pelo ator escocês Ray Park.[carece de fontes?]

## História

### Passado
Maul nasceu no planeta Dathomir, sendo filho da Mãe Talzin e criado como um Irmão da Noite em Dathomir, antes de ser levado por Darth Sidious como seu aprendiz. Darth Sidious o encontrou quando ele tinha apenas 12 anos e em breve se tornou um perito em artes marciais. Sidious o nomeou como: "Lord of the Sith", com o pseudônimo de Darth Maul. Sua ambição em se tornar o maior lutador Sith o fez aprender a usar o sabre de luz, que ele realmente o faz com precisão incrível. Ele usa um sabre de luz de duas lâminas, que ele mesmo fabricou e está preparado para enfrentar qualquer Jedi. Foi treinado e instruído a sentir ódio e destruir os Jedi. Ele é o aprendiz leal de Sidious. Com a face tatuada em vermelho e preto, sua aparência é maléfica. Tem o medo como aliado. Implacável e próximo da perfeição.
Maul foi uma arma forjada pelas odiosas energias do Lado Negro para assegurar a vitória dos Sith sobre a Ordem Jedi. Uma criatura do puro mal, não tinha personalidade além da devoção ao seu mestre. Seu objetivo era singular – vingança sobre os Jedi pela dizimação das Ordens Sith.

### Episódio I: A Ameaça Fantasma
A República tomou conhecimento da existência de Maul somente como um misterioso atacante. Enquanto Qui-Gon Jinn escoltava a fugitiva Rainha Amidala de Naboo para Coruscant, Darth Maul os perseguiu em seu Sith Speeder e caiu sobre o Mestre Jedi. O ataque de Maul foi impiedoso; ele brandiu violentamente seu sabre de luz contra Qui-Gon que escapou devido a ajuda do Royal Starship da Rainha.
Qui-Gon ficou surpreso e estava despreparado para esse ataque. Os Sith, como todos supunham, estavam extintos, desaparecidos da galáxia por um milênio. Porém a evidência estava lá – um atacante negro, treinado nas artes Jedi, brandindo um sabre de luz Sith.
Maul foi despachado por Darth Sidious para rastrear a Rainha, uma façanha que ele cumpriu por meios misteriosos e ainda desconhecidos, ainda que eficazes. Viajando em seu Sith Infiltrator, Maul vasculhou a galáxia à procura da Rainha desaparecida, e reportou seus resultados à seu mestre. Quando Amidala retornou à Naboo, Maul estava lá, esperando para enfrentar os Jedi mais uma vez.
Como um exemplo inegável de suas habilidades e devoção, Maul mergulhou de cabeça na batalha contra dois guerreiros Jedi. Usando seu sabre de luz vermelho duplo, Maul levou ambos, Obi-Wan Kenobi e Qui-Gon Jinn ao coração do Palácio Real de Theed. Quando os Jedi foram separados, Maul matou Qui-Gon, e Kenobi tomado pela ira, o atacou. O chamado Padawan foi barrado por Maul que com o uso da Força subjugou momentaneamente o jovem aprendiz. Devido à sua arrogância e desprezo pelos Jedi, Maul subestimou Kenobi e num rápido lance a luta teve uma reviravolta e acabou cortado ao meio por um inesperado golpe de sabre.
Um olhar de confusão e espanto atravessou a face tatuada de Maul. Seu corpo caiu dividido em dois, em direção ao esquecimento. Era apenas uma questão de tempo até Sidious tomar um novo aprendiz.

### Star Wars: The Clone Wars (série de animação)
Mas apesar de ter sido partido ao meio, Darth Maul não havia morrido devido a sua biologia alienígena. Durante o início das Guerras Clônicas, Mãe Talzin era a única que sabia que ele ainda estava vivo e exilado em algum lugar além da Orla Exterior, ela deu um colar para o irmão de Maul, Savage Opress, para encontrá-lo novamente. Savage encontrou seu irmão em Lotho Menor com a ajuda do colar e o leva de volta até a Mãe Talzin que cura os seus ferimentos, e Maul foi curado fisicamente e psicologicamente e jurou vingar-se de Obi-Wan Kenobi.
Maul e Opress foram até o planeta Raydonia e fizeram reféns a fim de atrair Kenobi para uma armadilha, Kenobi foi até o planeta sozinho e foi derrubado pelos irmãos de Dathomir, mas Kenobi recebeu uma ajuda inesperada, Asajj Ventress apareceu para ajuda-lo a lutar contra Maul e Opress, durante o confronto Obi-Wan e Ventress fugiram em uma nave.
Mais tarde Maul e Opress tentaram fazer aliança com um grupo de piratas espaciais do planeta Florum, mas Obi-Wan Kenobi e Adi Gallia tentaram impedi-los e lutaram contra eles, durante o confronto Savage matou Adi Galia, Maul e Savage juntos lutaram contra Kenobi, mas ele consegue cortar o braço de Savage, Maul e seu aprendiz fugiram dos piratas, mas sua nave foi atingida mas eles conseguem entrar em uma capsula de fuga.
Maul e Opress foram encontrados pelo olho da morte, um grupo terrorista mandaloriano, que fez uma aliança com eles, e juntos tomaram o planeta Mandalore de assalto, Maul se tornou o governador do planeta. Obi-Wan foi até lá a fim de salvar Satine, mas falhou, Maul apareceu e para torturar o Jedi, matou Satine em sua frente e ordenou que o prendesse. Maul estava em seu palácio, quando de repente aparece seu antigo mestre, Darth Sidious, que enfrenta ele e seu novo aprendiz Savage, junto eles lutam, mas durante o confronto, Sidious mata Savage, e derrota Maul, mas decide não mata-lo por ter outros planos em mente. Aparentemente quando as Guerras Clônicas terminaram Maul e possivelmente outros Sith estavam a serviço do Imperador.

### Star Wars: Rebels (série de animação)
Quinze anos se passaram após o extermínio dos Jedi pela Ordem 66 e na transformação da República Galáctica em Império Galáctico, e um Maul envelhecido vive como um exilado se escondendo das forças do Império. Sendo procurado por um Inquisidor chamado Oitavo Irmão (membro de uma organização de agentes sensitivos ao Lado Negro da Força que trabalhavam para o Império Galáctico), ele tornou-se encalhado no antigo mundo Sith de Malachor, onde ele é descoberto pelo jovem rebelde Ezra Bridger entre as ruínas. Apresentando-se como "Velho Mestre" e procurando vingança para as ações de Sidious contra si mesmo e sua família, Maul leva Ezra a um templo Sith antigo, onde eles descobrem um holocron que de acordo com Maul poderia lhe dar o conhecimento necessário para derrotar os Sith. Depois de recuperar-lo por ganhar a confiança de Ezra, os dois encontram o Mestre Jedi de Ezra, Kanan Jarrus, e a ex-Jedi Ahsoka Tano engajados em uma batalha contra o Oitava Irmão e mais dois Inquisidores, o Quinto Irmão e a Sétima Irmã, que tinham vindo a perseguir os rebeldes por algum tempo. Maul-depois de ter abandonado o título de Darth-em seguida, revela um novo sabre de luz disfarçado como um componente de uma bengala e se junta aos Jedi na luta contra os seus inimigos.
Depois da retirada dos Inquisidores, Maul convence os Jedi que ele poderia ser confiável, devido ao seu antagonismo compartilhado contra os Sith, e manifesta a sua convicção de que ele não tem a capacidade de derrotar Darth Vader por conta própria. Trabalhando juntos, ele e os Jedi subiram até o topo do Templo Sith e derrotam com sucesso os três Inquisidores, dois dos quais Maul elimina pessoalmente enquanto o terceiro morre tentando escapar. É então que Maul revela a sua intenção de tornar Ezra seu aprendiz, tendo enganado os Jedi em ativar o templo, que é na verdade uma estação de batalha Sith. Após cegar Kanan, Maul duela brevemente contra Ahsoka antes de enfrentar Kanan novamente, apenas para ser jogado para fora da borda do templo pelo Cavaleiro Jedi aleijado. No entanto, ele escapa de Malachor em um dos TIE Fighters dos Inquisidores após a destruição do Templo.
Meses após os eventos em Malachor, Maul mais uma vez revela-se aos Jedi quando ele ataca um cruzador de abastecimento Rebelde para obter informações sobre a nave "Fantasma". Kanan e Ezra encontram os destroços da nave tarde demais, já que Maul já tomou como refém a tripulação do Fantasma. Ele ameaça matá-los a menos que os Jedi tragam o holocron Sith que eles haviam obtido em Malachor, além do holocron Jedi de Kanan. Kanan concorda em entregar o holocron Sith, enquanto Maul usa suas habilidades na Força para sondar a mente de Hera e encontrar o holocron Jedi. Apesar de uma tentativa dos Rebeldes de escapar, Maul os recaptura com sucesso e os leva a uma base remota na Beirada Exterior da Galáxia, onde espera a chegada dos Jedi. Kanan e Ezra chegam com o holocron e Maul os obriga a se separar, enviando o Padawan para a ponte enquanto ele conduz o Mestre Jedi para uma câmara onde ele tenta matá-lo ejetando-o no espaço. Ele então retorna à ponte onde ordena secretamente aos dróides para matar os reféns antes de instruir Ezra para abrir o holocron Jedi enquanto ele faz o mesmo com o Sith. Ao unir duas grandes fontes de conhecimento, uma convergência seria criada que lhe permitiria ver coisas que de outra forma não poderia ser vistas. Como Maul e Ezra unem os holocrons, eles começam a ver visões de seus desejos: Ezra vê imagens de uma maneira de destruir os Sith, incluindo imagens de "sóis gêmeos" (possivelmente os sóis de Tatooine), enquanto Maul vê uma visão própria. Kanan, que sobreviveu à ejeção no espaço e salvou a tripulação do Fantasma, chega e luta contra o poder dos Holocrons combinados para dizer a Ezra para desviar o olhar, antes que ele veja algo que ele não queira. Ezra escuta as palavras de seu Mestre e rompe a conexão, o que causa uma grande explosão. Maul escapa na confusão, cambaleando pela visão que viu. Quando o antigo Lorde Sith começa a ponderar sobre sentido de sua visão, ele começa a rir e diz: "Ele vive".
Maul reaparece depois de encontrar a base secreta da Aliança Rebelde. Ele diz a Ezra que, porque a conexão foi cortada, eles receberam pedaços de visões um do outro. Com os holocrons destruídos devido aos eventos de sua reunião precedente, Maul descobriu uma outra maneira de obter as informações que necessita. Com Ezra, ele viaja para Dathomir, antiga casa das Irmãs da Noite, e recria uma de suas magias para misturar temporariamente a mente dele e a de Ezra. Depois que o feitiço é concluído, Maul descobre onde a "pessoa" que ele estava procurando esta. Tanto Ezra, que ainda estava procurando uma maneira de destruir os Sith, e Maul estavam procurando Obi-Wan Kenobi. Os pares são então ameaçados por fantasmas das Irmãs da Noite que procuram possuir os vivos em troca do uso de seu poder, e Kanan e Sabine Wren são possuídos depois de chegar em busca de Ezra. Maul então tenta Ezra para se tornar seu aprendiz, mas é rejeitado, e parte em sua novo nave, o Nightbrother (Irmão da Noite).
No episódio "Twin Suns", Maul é mostrado perdido em Tatooine. Ele decide usar Ezra para atrair Obi-Wan para fora de seu esconderijo. Durante seu confronto, Maul deduz que Obi-Wan não está apenas se escondendo, mas está protegendo alguém (Luke Skywalker). Em um duelo rápido, Obi-Wan faz uma lesão fatal a Maul. Enquanto ele morre nos braços de Obi-Wan, Maul pergunta se a pessoa que ele está protegendo é o Escolhido, ao qual Obi-Wan responde "ele é", o que o convence de que o menino os vingará.

## No Universo Legends
Os Sith Lords foram criados pelos próprios Jedi pois a ambição, principal despertar do lado negro, tomou o mestre Jedi Kalin Assad. Kalin foi proibido pelo Conselho Jedi de estudar o Lado Negro. Assim sendo, ele desafiou o Conselho e continuou o seu estudo logo se tornando o primeiro Sith Lord. Não demorou muito para ter seu aprendiz e logo já eram mais de 50.000 Siths. Mas como a ambição, a ganância pelo poder era fruto do Lado Negro, e começou uma guerra entre os Sith Lords pelo poder. Aliando esta guerra a seus maiores inimigos, os Cavaleiros Jedi.
Após vários anos de disputa, os Sith foram extintos de todo o universo. Mas o Conselho não sabia que havia sobrado um único sobrevivente. Este começou então a ensinar exclusivamente um aprendiz, trazendo uma nova ordem Sith (um mestre e um aprendiz). Mais tarde surgiu Darth Sidious, destinado a destruir os Jedi do universo.
Não se sabe ao certo como Darth Sidious veio a encontrar seu jovem e mortal aprendiz. Ele foi criado desde cedo para ser uma arma, temperado por um treinamento severo e abusivo para se tornar um incrível guerreiro. Zabrakiano de Iridonia, Maul abandonou todos os seus traços de identidade quando recebeu seu nome Sith. Tão completa era sua devoção que ele suportou a agonia de ter intrincadas tatuagens de símbolos Sith em todo o seu corpo.
No interesse de evitar o conhecimento da presença Sith pelos Jedi, todas as missões de Maul eram executadas discretamente, nas sombras. Maul assassinou inúmeros inimigos cujas atividades eram um empecilho ao crescente movimento Sith. O guerreiro negro ainda se infiltrou no coração da maior organização criminal da galáxia, a Black Sun, assassinou, e escapou ileso.
Maul tem uma gama de ferramentas para ajudar em suas missões. Seu Sith Infiltrator é uma nave estelar modificada com dispositivos de camuflagem. Seu Sith Speeder é inclinado e desarmado, para conseguir grande velocidade. No passado, chegou a empregar C-3PX, um droide de protocolo modificado como assassino.